# Visual Effects Supervisor
Der Visual Effects Supervisor oder VFX Supervisor ist der kreative Projektmanager bei Spiel- oder Werbefilmproduktionen, der für die Erstellung der Visuellen Effekte verantwortlich ist. Dies verlangt Kenntnisse aus den Bereichen Film- und Videotechnik, Computergrafik, visueller Vorstellungskraft, Produktionsablaufplanung (Pipelines) und Projektmanagement, in Teamführung und im Umgang mit Kunden, als auch ein problem- und konfliktlösungsorientiertes und kreatives Denken.
Die Abkürzung „VFX“ ist eine lautmalerische Buchstaben-Kombination, die gesprochen den Komplett-Text „Visual Effects“ schon überwiegend abbildet, was im anglo-amerikanischen Sprachraum häufiger angewendet wird.
Die Auftraggeber für den VFX Supervisor sind in der Regel Filmproduktionsunternehmen oder Dienstleister für VFX. Dabei betreut der VFX Supervisor die Produktion zusammen mit dem VFX Producer während der Preproduction über den Dreh bis zur Nachbearbeitung in der Postproduktion.
Seine Aufgaben hierbei sind die Erstellung von VFX-Design (Idee und Gestaltung der Effekte), die Prävisualisierung (Previz), die Planung und Umsetzung der Effekte, das Aussuchen der VFX-Unternehmen und Mitarbeiter, die Betreuung während der Dreharbeiten, Koordination und Abnahme aller Teilaufgaben, um die gewünschte visuelle Qualität zu garantieren. Der VFX Supervisor arbeitet eng mit dem Regisseur, dem Produzenten, dem Szenenbildner und dem Kameramann zusammen.
Im Ausland, speziell in den USA, ist die enge Einbindung eines VFX Supervisor in die Produktion schon während der Erstellung des Drehbuches nahezu selbstverständlich, um Reibungsverluste während der Produktion zu minimieren, die sich negativ auf die Bildqualität, das Budget oder den Zeitplan auswirken können. In Deutschland hingegen wird der Stellenwert der VFX in diesem Bereich der Produktion noch weitgehend unterschätzt und angesichts der geringen Budgets wird oft am VFX Supervisor und VFX Producer gespart. Das kann sehr hohe Kosten in der Postproduktion und das Einbüßen von visueller Glaubwürdigkeit der Bilder im fertigen Film zur Folge haben.